# FIA European Truck Racing Championship 2017
Die  FIA European Truck Racing Championship 2017 (auch: FIA ETRC 2017 oder FIA Truck-Racing-Europameisterschaft 2017) ist eine europaweit ausgetragene Motorsport-Meisterschaft in der Kategorie III, Gruppe F (Renntrucks) nach der FIA-Klassifizierung. Die Saison 2017 umfasst neun (9) Veranstaltungen mit je vier Rennen verteilt auf ganz Europa. Sie ist die 33. Truck-Racing-Europameisterschaft überhaupt, und die zwölfte (12.), seit ihr 2006 von der FIA das Prädikat Championship verliehen wurde (zuvor hatte die Meisterschaft lediglich den Status eines Cups).

## Rennkalender
| Nr. | Datum             | Rennen                          | Land        | Ort            | Strecke              | Platz 1 (nach Punkten)   | Punkte | Platz 2 (nach Punkten)   | Punkte | Platz 3 (nach Punkten)        | Punkte |
| --- | ----------------- | ------------------------------- | ----------- | -------------- | -------------------- | ------------------------ | ------ | ------------------------ | ------ | ----------------------------- | ------ |
| 1.  | 13.–14. Mai       | Truck Race Trophy               | Österreich  | Spielberg      | Red Bull Ring        | Jochen Hahn              | 51     | Steffi Halm              | 40     | Adam Lacko                    | 34     |
| 2.  | 27.–28. Mai       | Misano ETRC                     | Italien     | Misano         | Misano World Circuit | Adam Lacko               | 58     | Steffi Halm              | 40     | Norbert Kiss                  | 40     |
| 3.  | 1.–2. Juli        | ADAC Truck Grand Prix           | Deutschland | Nürburg        | Nürburgring          | Adam Lacko               | 50     | Norbert Kiss             | 32     | Anthony Janiec                | 27     |
| 4.  | 15.–16. Juli      | Slovakiaring                    | Slowakei    | Orechová Potôň | Slovakiaring         | Norbert Kiss             | 51     | Adam Lacko, Jochen Hahn  | 40     | Steffi Halm, Antonio Albacete | 37     |
| 5.  | 26.–27. August    | Hungaroring                     | Ungarn      | Mogyoród       | Hungaroring          | Adam Lacko               | 50     | Steffi Halm, Jochen Hahn | 39     | Norbert Kiss                  | 35     |
| 6.  | 2.–3. September   | Tschechischer Truck Grand Prix  | Tschechien  | Most           | Autodrom Most        | Adam Lacko               | 46     | Jochen Hahn              | 44     | Steffi Halm                   | 37     |
| 7.  | 16.–17. September | Belgischer Truck Grand Prix     | Belgien     | Zolder         | Circuit Zolder       | Norbert Kiss             | 45     | Jochen Hahn              | 40     | Antonio Albacete              | 36     |
| 8.  | 23.–24. September | 24 Heures Camions               | Frankreich  | Le Mans        | Circuit Bugatti      | Steffi Halm, Jochen Hahn | 42     | Norbert Kiss             | 38     | Adam Lacko                    | 34     |
| 9.  | 7.–8. Oktober     | Gran Premio de Camión de España | Spanien     | San Sebastián  | Circuito del Jarama  | Jochen Hahn              | 43     | Antonio Albacete         | 42     | Adam Lacko                    | 36     |

Hinweis: Alle Punktangaben unterliegen der Zustimmung der FIA (siehe jeweilige Quelle)
Kalenderquelle(n):
Datenquelle(n):

## Wertung
An jedem Rennwochenende werden jeweils vier Rennen gefahren. Dabei wird jeweils beim 2. Tagesrennen (also Rennen 2 und 4 je Rennwochenende) durch die Umkehr-Regelung die Startaufstellung des vorherigen Rennens teilweise umgedreht; dies betrifft die Top 8 am Zieleinlauf. Der Sieger des ersten oder dritten Rennens eines Wochenendes geht also im darauffolgenden Rennen (2 oder 4) von Position 8, der 8.-platzierte des 1. oder 3. Rennens jedoch von der Pole-Position aus ins Rennen. Die Plätze dazwischen werden entsprechend umgekehrt.
Bei der Wertung wird zwischen den Rennen mit und ohne Umkehr-Regelung unterschieden (Platz 1 – 10):
- Rennen 1 und 3 (ohne Umkehr-Regelung): 20, 15, 12, 10, 8, 6, 4, 3, 2, 1 Punkt(e)
- Rennen 2 und 4 (mit Umkehr-Regelung): 10, 9, 8, 7, 6, 5, 4, 3, 2, 1 Punkt(e)

### Fahrer-Wertung
Tabellenendstand nach dem neunten und damit letzten Lauf der Saison beim Gran Premio de Camión de España auf dem Circuito del Jarama in San Sebastián ( Spanien) am 7.–8. Oktober 2017:
| Pl. | Fahrer           | Lauf 1 | Lauf 2 | Lauf 3 | Lauf 4 | Lauf 5 | Lauf 6 | Lauf 7 | Lauf 8 | Lauf 9 | Gesamtpunktzahl | Differenz |
| --- | ---------------- | ------ | ------ | ------ | ------ | ------ | ------ | ------ | ------ | ------ | --------------- | --------- |
| 1.  | Adam Lacko       | 34     | 58     | 50     | 40     | 50     | 46     | 33     | 34     | 36     | 381             |           |
| 2.  | Jochen Hahn      | 51     | 21     | 23     | 40     | 39     | 44     | 40     | 42     | 43     | 343             | −38       |
| 3.  | Norbert Kiss     | 16     | 40     | 32     | 51     | 35     | 27     | 45     | 38     | 31     | 315             | −66       |
| 4.  | Steffi Halm      | 40     | 40     | 16     | 37     | 39     | 37     | 19     | 42     | 28     | 298             | −83       |
| 5.  | Antonio Albacete | 24     | 36     | 12     | 37     | 17     | 31     | 36     | 20     | 42     | 255             | −126      |
| 6.  | Sascha Lenz      | 25     | 21     | 13     | 15     | 18     | 21     | 27     | 24     | 20     | 184             | −197      |
| 7.  | Gerd Körber      | 26     | 21     | 14     | 17     | 10     | 6      | 8      | 25     | 26     | 153             | −228      |
| 8.  | David Vršecký    | –      | –      | 8      | 20     | 20     | 25     | 22     | 27     | 28     | 150             | −231      |
| 9.  | André Kursim     | 5      | 9      | 15     | 6      | 8      | –      | 29     | 9      | 7      | 88              | −293      |
| 10. | José Rodrigues   | 24     | 10     | 3      | 3      | –      | 4      | 10     | 7      | 9      | 70              | −311      |

Datenquelle für die Tabelle:

### Team-Wertung
Tabellenendstand nach dem neunten und damit letzten Lauf der Saison beim Gran Premio de Camión de España auf dem Circuito del Jarama in San Sebastián ( Spanien) am 7.–8. Oktober 2017:
| Rang | Team                            | Fahrer                           | Trucks        | Punkte |
| ---- | ------------------------------- | -------------------------------- | ------------- | ------ |
| 1    | Buggyra Racing 1969             | Adam Lacko, David Vršecký        | Freightliner  | 558    |
| 2    | Die Bullen von Iveco Magirus    | Jochen Hahn, Gerd Körber         | Iveco         | 518    |
| 3    | Team Reinert Adventure          | Sascha Lenz, Steffi Halm         | MAN           | 505    |
| 4    | tankpool24 Racing               | Norbert Kiss, André Kursim       | Mercedes-Benz | 429    |
| 5    | Truck Sport Bernau - Reboconort | José Rodrigues, Antonio Albacete | MAN           | 354    |

Datenquelle für die Tabelle:

### Promoter’s Cup
Der Promoter’s Cup ist eine 2017 neu eingeführte Wertung ergänzend zu den bereits etablierten Wertungen für Fahrer und Teams. Am Promoter's Cup nehmen die sonst weniger im Vordergrund stehenden Fahrer der Kategorie Chrome teil. Fahrer der Kategorie Titan sind von der Teilnahme ausgeschlossen. Fahrer der Kategorie Chrome sind alle diejenigen, die nicht als Titan klassifiziert wurden, die also nicht
- innerhalb der letzten zehn (10) Jahre eine Truck-Racing-Europameisterschaft der FIA gewonnen haben.
- die vorausgegangene Saison unter den Top 10 abgeschlossen haben.
- bei irgendeiner der Super Poles der vorangegangenen Saison einen besseren, als den 6. Platz erzielt haben.
- eines der Definitionskriterien für Platinum oder Gold gemäß Fahrer-Kategorisierung der FIA erfüllen.
- obwohl keiner der oben genannten Definitionen zugehörig, herausragende Leistungen und Erfolge erzielen.

Ziel des, mit einem Preisgeld dotierten Pomoter’s Cup, ist es auch die sonst eher im Hintergrund stehenden Fahrer und Teams stärker in den Fokus zu rücken und diesen gleichzeitig einen Ansporn zu bieten.
Tabellenendstand nach dem neunten und damit letzten Lauf der Saison beim Gran Premio de Camión de España auf dem Circuito del Jarama in San Sebastián ( Spanien) am 7.–8. Oktober 2017:
| Pl. | Fahrer                 | Lauf 1 | Lauf 2 | Lauf 3 | Lauf 4 | Lauf 5 | Lauf 6 | Lauf 7 | Lauf 8 | Lauf 9 | Gesamtpunktzahl | Differenz |
| --- | ---------------------- | ------ | ------ | ------ | ------ | ------ | ------ | ------ | ------ | ------ | --------------- | --------- |
| 1.  | José Rodrigues         | 37     | 36     | 6      | 26     | 23     | 46     | 48     | 53     | 59     | 399             |           |
| 2.  | André Kursim           | 36     | 43     | 45     | 36     | 53     | –      | 60     | 53     | 49     | 375             | −24       |
| 3.  | Erwin Kleinnagelvoort  | 32     | –      | 12     | 33     | 22     | 35     | 31     | 24     | 19     | 201             | −198      |
| 4.  | Eduardo Rodrigues      | 36     | 43     | 45     | 36     | 53     | 29     | –      | –      | 26     | 179             | −220      |
| 5.  | Shane Brereton         | –      | –      | –      | –      | 55     | 59     | –      | 39     | –      | 153             | −246      |
| 6.  | Frankie Vojtíšek       | –      | –      | –      | 41     | 30     | 41     | –      | –      | 16     | 127             | −272      |
| 7.  | Thomas Robineau        | –      | 50     | –      | –      | –      | –      | 32     | –      | –      | 82              | −317      |
| 8.  | Dominique Orsini       | –      | 22     | –      | 16     | 23     | 12     | 7      | –      | –      | 80              | −319      |
| 9.  | José Eduardo Rodrigues | –      | –      | –      | –      | –      | –      | 13     | 24     | 35     | 72              | −327      |
| 10. | Steffen Faas           | –      | –      | 31     | 40     | –      | –      | –      | –      | –      | 71              | −328      |

Datenquelle für die Tabelle: